# Stratenmaker

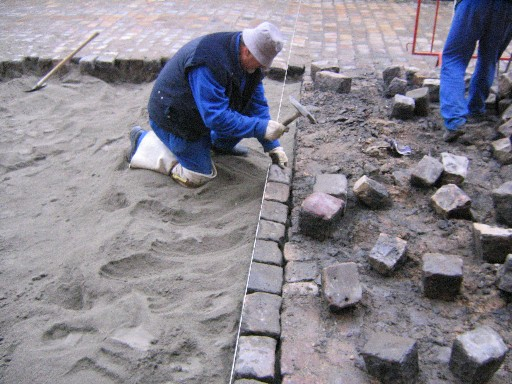
Het leggen van een bestrating van natuursteen

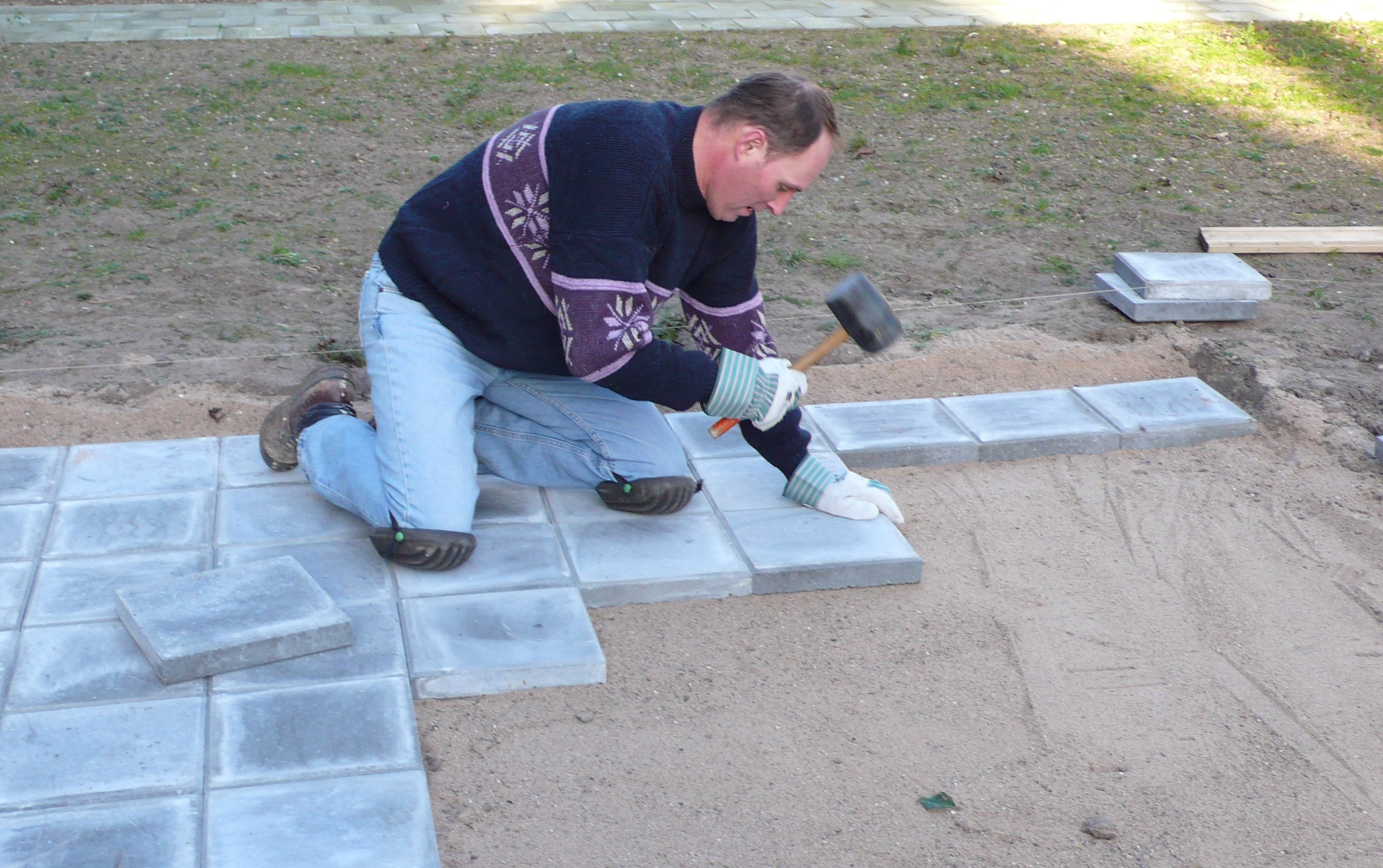
Straatmaker aan het werk

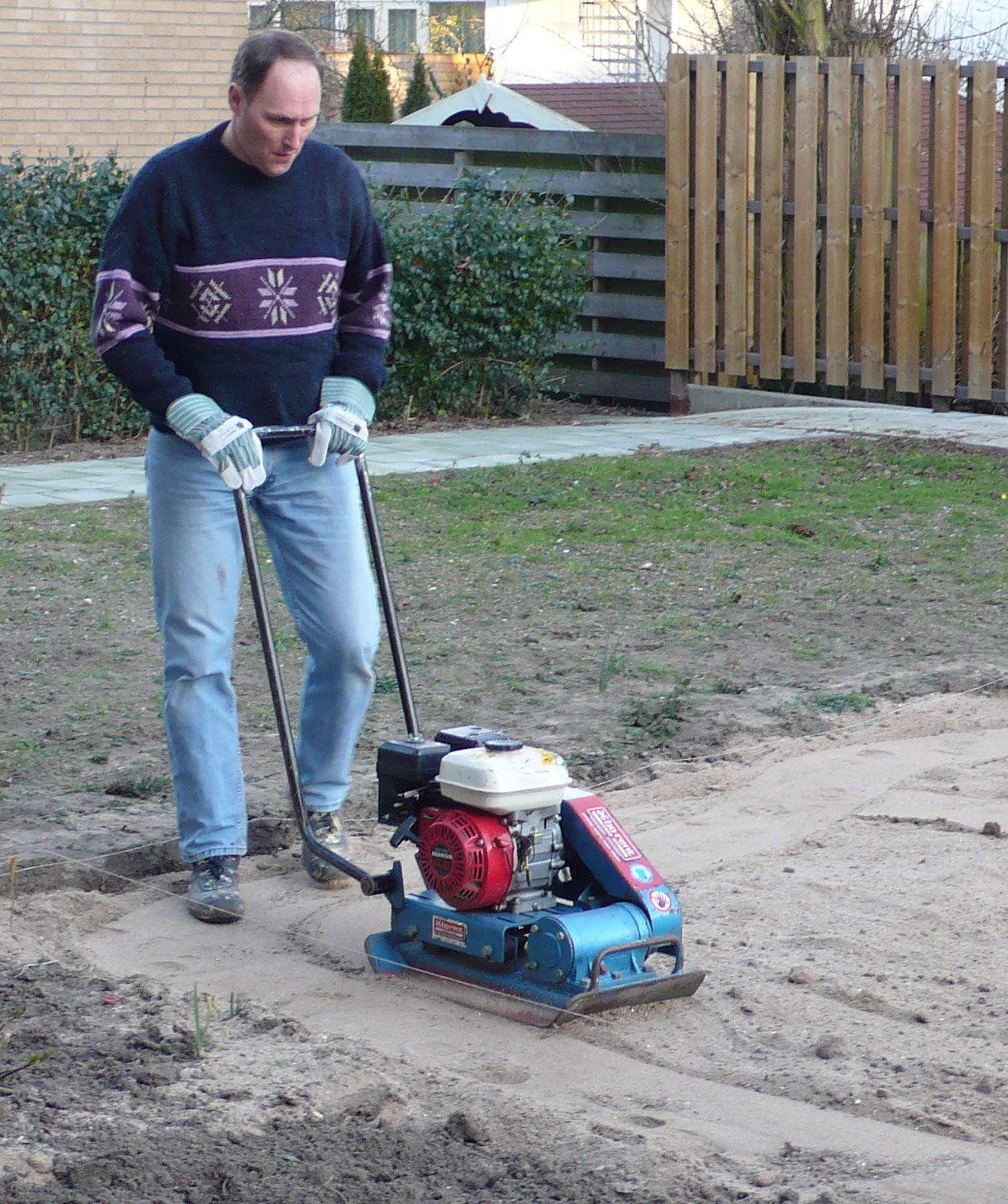
Verdichten van het zandbed met een trilplaat

Een stratenmaker of straatmaker is een vakman die straten, erven, stoepen en pleinen aanlegt.
Een stratenmaker kent de verschillende benodigde ondergronden en soorten bestrating, weet wat de kenmerken van deze materialen zijn, en ook hoe je een goede, vlakke ondergrond moet aanleggen. Voorkomende vormen van bestrating zijn:
- bakstenen
- natuurstenen
- keien
- tegels

De meeste bestrating ligt op een zandbed, dat goed is verdicht met een trilmachine of trilplaat. Daarop komen de stenen, die worden aangedrukt met een rubberen hamer. Regelmatig wordt met een waterpas gecontroleerd of de stenen vlak liggen.
Stratenmakers maken gebruik van de volgende gereedschappen:
- kaphamer
- klezoorbeitel
- rubberen hamer
- schep
- bezem
- rei of afreibalk
- waterpas

Machines:
- trilplaat
- wiellader met stenenklem
- kniklader met stenenklem
- stenenlegger

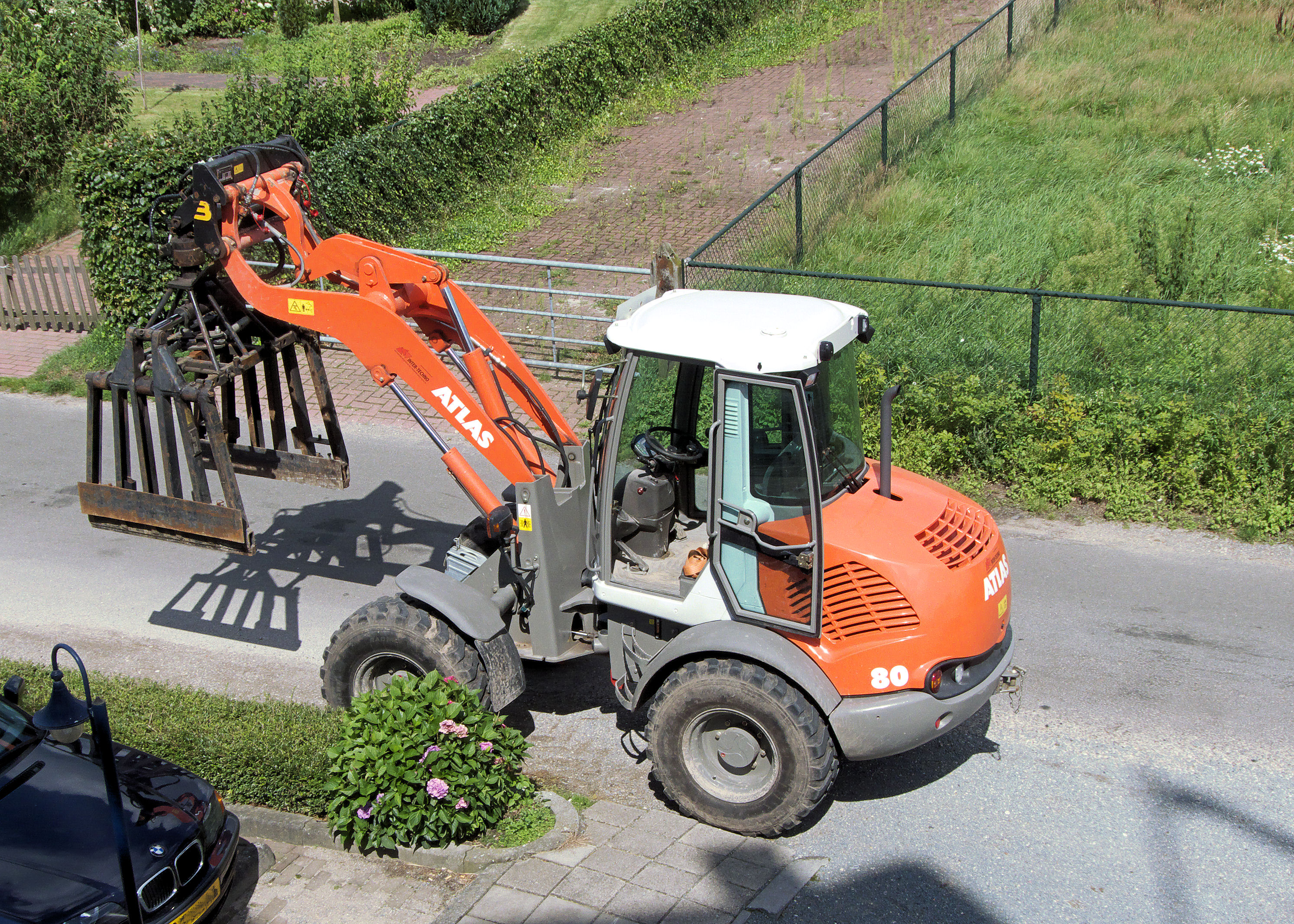
Wiellader met stenenklem
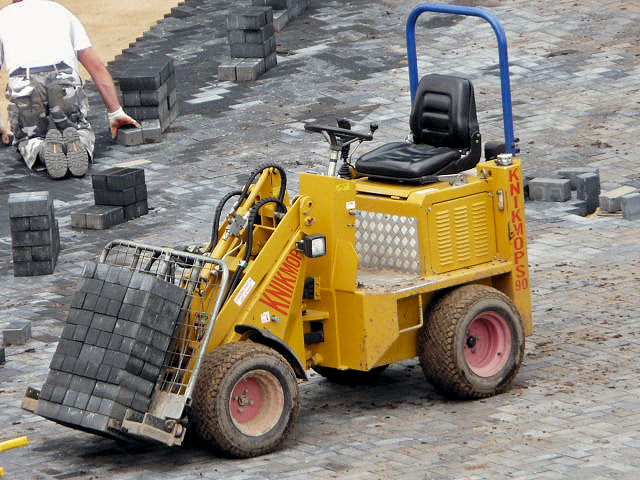
Kniklader voor verplaatsen van stenen

Er bestaat ook een mechanische stenenlegger die in staat is één vierkante meter klinkers (nieuwe of gebruikte) met één handeling in het zandbed te deponeren. Dit betekent een aanzienlijke verlichting van het zware werk van de stratenmakers.
Persoonlijke beschermingsmiddelen zijn verplicht. Bij het werken met machines is gehoorbescherming nodig, werkschoenen zijn standaard. Aan het veilig werken met machines wordt in de opleiding veel aandacht besteed.

## Opleiding in Nederland
In Nederland wordt een straatmaker in een driejarige BOL of BBL op niveau 3 opgeleid aan een ROC. Daarnaast bestaat het diploma Aankomend straatmaker op niveau 2.